# Lois Lane (Sängerin)
Lois Lane (eigentlich Lois Ann Wilkinson, * 3. April 1944 in Sleaford, Lincolnshire) ist eine britische Sängerin, Gitarristin und Songschreiberin. Bekannt wurde sie als eine Hälfte des Duos The Caravelles. Als Solokünstlerin gewann sie 1967 im britischen Team das Songfestival von Knokke.

## Leben und Karriere
In Lincolnshire geboren, zog die Tochter eines Soldaten der Royal Air Force mit ihren Eltern bereits dreijährig in die Nähe von London um. Zur Schule ging sie in Barnet (Hertfordshire). Ihr Vater brachte ihr Banjo- und Gitarrespielen bei. Erste Erfolge feierte Lois Wilkinson bei ihren Schulkameradinnen, für die sie Hits von Elvis Presley oder Guy Mitchell zum Besten gab. Regelmäßige Besuche bei Django-Reinhardt-Jazzabenden mit den Eltern weckten in ihr den Wunsch, Jazzgitarristin zu werden. Nach der Schule und einer Ausbildung zur Sekretärin arbeitete sie tagsüber bei einem Immobilienmakler und griff am Abend neben ihrem Vater Ted in einem Club in Soho in die Saiten, als Rhythmusgitarristin für einen Künstler namens Banjo George. Wenig später wechselte sie die Arbeitsstelle und wurde Sekretärin im Autohaus Lawson Piggots Motors. Hier lernte sie, so schreibt sie auf ihrer Webseite, die zwei Jahre jüngere Andrea Simpson kennen, die ebenfalls sehr musikalisch war; ihre Eltern waren Varietékünstler.
Gemeinsam mit Simpson nahm sie unter dem Bandnamen The Caravelles den Song You Don't Have to Be a Baby to Cry auf, der 1963 in den britischen Charts bis auf Platz sechs, in den Billboard Hot 100 bis auf Platz drei vorstieß. Als sich der Erfolg in den nächsten Jahren nicht wiederholen ließ, trennte sich das Duo im Jahr 1966. Während Andrea Simpson mit anderen Partnerinnen unter dem Namen The Caravelles weitermachte, versuchte Lois Wilkinson sich als Solosängerin. Als Künstlernamen wählte sie Lois Lane, nach der Freundin der Comicfigur Superman. Ihre erste Solo-Single One Little Voice auf RCA Records (RCA 1570) wurde im Februar 1967 Record of the Week („Platte der Woche“) beim Piratensender Radio London. Am 26. Februar wurde dort der Song auf Platz 33 der Field's-Fab-Forty-Charts notiert. In der zweiten Hälfte der 1960er Jahre war sie im Radio der BBC als Live-Sängerin populärer Musik zu hören. Vom 7. bis 13. Juli 1967 nahm sie mit dem britischen Team am Songfestival von Knokke teil. Die von Brian Epsteins NEMS Künstlermanagement zusammengestellte und von ihm betreute Mannschaft – neben Lois Lane sangen Rog Whittaker, Dodie West, Oscar und Gerry Marsden für ihr Heimatland – gewann den Wettbewerb im Finale gegen das französische Team, Whittaker wurde von der Jury zum besten Einzelkünstler gewählt.
Lois Lane wandte sich nun von der hitparadenorientierten Musik ab und bewegte sich Richtung Jazz, erhielt ein Engagement in Ronnie Scott’s Jazz Club. 1969 hatte sie einen Auftritt in dem Film Tödlicher Salut mit Roger Moore; den Titel Westminster Bridge für die von ihr verkörperte Sängerin hatte sie selbst geschrieben. Daneben wurde Lane von der Disney Company engagiert, um deren Geschichten von The Story of the Wizard of Oz bis zum Ugly Duckling auf Schallplatte zu erzählen. In der ersten Hälfte der 1970er Jahre veröffentlichte sie einige Singles bei DJM Records. Mitte der 1970er Jahre war sie ein halbes Jahr lang ständige Sängerin des Themensongs der Fernsehserie That’s Life, der jeweils wöchentlich für die Sendung am Samstagabend komponiert und getextet wurde. Zu dieser Zeit begann sie auch, als Voice-over-Sprecherin für Fernsehen, Hörfunk und Werbung zu arbeiten. Doch weiterhin machte sie mit bekannten Orchestern und Jazzmusikern Hörfunk- und Schallplattenaufnahmen, vor allem in ihrer Heimat, aber auch in den Niederlanden. Viele dieser Aufnahmen sind erst später auf Kompilationsalben erschienen.

## Privates
Im Jahr 1971 heiratete Lois Lane den BBC-1-Produzenten Roger Pusey. Sie haben zwei erwachsene Kinder, einen Sohn und eine Tochter.

## Diskografie (Auswahl)
Singles
- 1967: One Little Voice / Sing to Me
- 1968: Punky's Dilemma / Lazy Summer Day
- 1969: Lovin' Time / Winds of Heaven
- 1971: Old Toy Trains / You Were Looking My Way
- 1972: You Are the Reason / Come Down in Time
- 1975: River Deep – Mountain High (Part 1) / River Deep – Mountain High (Part 2)
- 1976: Laurel & Hardy / Sleep My Little One

Alben
- River Deep, Mountain High
- Folk and All That Jazz
- The Look of Love
- Sensual Songs (mit The Netherlands Metropole Orchestra)
- Bewitched by Rodgers and Hart (mit dem John Horler Quintet)
- All the Right Notes (mit dem Eddie Thompson Trio, Richard Holmes, Ralph Dollimore Trio, Don Lusher Quartet, John Horler, Brian Dee Trio)